# Lerchenbergsmühle
Lerchenbergsmühle (fränkisch: Lärchemil) ist ein Gemeindeteil der Gemeinde Oberdachstetten im Landkreis Ansbach (Mittelfranken, Bayern). Lerchenbergsmühle liegt in der Gemarkung Oberdachstetten.

## Geografie
Die Einöde liegt an der Fränkischen Rezat. 0,75 km nordöstlich erhebt sich der Lerchenberg (503 m ü. NHN), im Norden liegt der Buck. Ein Anliegerweg führt nach Oberdachstetten (0,2 km südwestlich).

## Geschichte
Der Platz wurde im 13. Jahrhundert vom Deutschen Orden gerodet und als Grundholde angelegt. 1294 wurde dieser erstmals als „das Holz Lerchenberch“ in einer Schenkungsurkunde erwähnt, in der Burggraf Friedrich III. von Nürnberg das Schloss Virnsberg samt Besitzungen dem Deutschen Orden überließ. Ob sich der Ortsname vom Baum Lärche oder vom Singvogel Lerche ableitet, ist unklar.
1568 bat ein Kunz Sturm den Deutschen Orden um Erlaubnis zum Kauf des Gebäudes „Lergenmühle“.
Gegen Ende des 18. Jahrhunderts gehörte der Lerchenbergsmühle zur Realgemeinde Oberdachstetten. Die Mühle hatte das Obervogteiamt Virnsberg des Deutschen Ordens als Grundherrn. Bis zum Jahre 1795 noch Lehen des Deutschen Ordens, wurde sie in diesem Jahre durch Preußen gewaltsam in die Markgrafschaft Ansbach-Bayreuth einverleibt. Von 1797 bis 1808 unterstand der Ort dem Justiz- und Kammeramt Ansbach. Unter der preußischen Verwaltung erhielt die Lerchenbergmühle die Hausnummer 65 des Ortes Oberdachstetten. 1806 kam sie dann an Bayern. Im Rahmen des Gemeindeedikts wurde Lerchenbergsmühle dem 1808 gebildeten Steuerdistrikt Oberdachstetten und der 1810 gegründeten Ruralgemeinde Oberdachstetten zugeordnet.
In den Jahren 1978/79 wurde die Mühle von Grund auf erneuert und renoviert. Als ehemalige Besitzersnamen sind neben Sturm noch Horn, Müller, Frühwirth, Aßmann und Wittig bekannt. Seit 1864 war die Familie Hahn im Besitz der Mühle. Die Tochter Marie Hahn heiratete später Georg Schmidt aus Steinach. Die Enkelin Hildegard der beiden, heiratete Johann Bodächtel und führte als Müllersgesellin, nach dem Tod des Vaters (1946) die Mühle bis 1988 weiter. Ab da ist es nur noch ein reines landwirtschaftliches Anwesen.

### Baudenkmal
- Ehemalige Mühle, zweigeschossiger Krüppelwalmbau, Fachwerkgiebel, mit Krüppelwalm, das laut Bezeichnung 1765 renoviert wurde[11]

### Einwohnerentwicklung
| Jahr      | 001818 | 001840 | 001861 | 001871 | 001885 | 001900 | 001925 | 001950 | 001961 | 001970 | 001987 | 002006 | 002015 | 002019 |
| Einwohner | 11     | 9      | *      | 9      | 6      | 5      | 5      | 15     | 9      | 5      | 8      | 3      | 5      | 7      |
| Häuser    | 1      | 1      |        | 1      | 2      | 2      | 2      | 2      |        | 1      |        |        |        |        |
| Quelle    | [ 13 ] | [ 14 ] | [ 15 ] | [ 16 ] | [ 17 ] | [ 18 ] | [ 19 ] | [ 20 ] | [ 21 ] | [ 22 ] | [ 23 ] |        | [ 24 ] | [ 25 ] |

## Religion
Der Ort ist seit der Reformation evangelisch-lutherisch geprägt und bis heute nach St. Bartholomäus (Oberdachstetten) gepfarrt. Die Einwohner römisch-katholischer Konfession sind nach St. Dionysius (Virnsberg) gepfarrt.